# Münchsteinach
Münchsteinach – miejscowość i gmina w Niemczech, w kraju związkowym Bawaria, w rejencji Środkowa Frankonia, w regionie Westmittelfranken, w powiecie Neustadt an der Aisch-Bad Windsheim, wchodzi w skład wspólnoty administracyjnej Diespeck. Leży w Steigerwaldzie, około 8 km na północ od Neustadt an der Aisch.

## Dzielnice
W skład gminy wchodzą następujące dzielnice: 
| - Münchsteinach - Abtsgreuth - Altershausen - Mittelsteinach | - Neuebersbach - Pirkachshof - Undungsmühle - Weihermühle |

## Zabytki i atrakcje
- katedra romańska, dawniej klasztor benedyktyński, od 1530 kościół luterański.